# قواعد الاشتباك

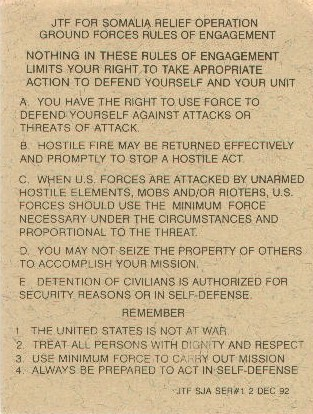
تعليمات للجيش الأمريكي حول تطبيق قواعد الاشتباك في الصومال عام 1992

قواعد الاشتباك (بالإنجليزية: Rules of Engagement)‏ في العلوم العسكرية تعني القواعد التي تلتزمها القوات المسلحة عند استعمال القوة في خضم العمليات العسكرية التي تضطلع بها في المسرح الدولي أو الإقليمي أو الوطني سواء في النزاعات المسلحة أو مهمات حفظ السلام. وعليه فإنه يجب عليها النظر إلى الأبعاد القانونية والعسكرية والإستراتيجية والسياسية والعملياتية لقواعد الاشتباك. ويعرفها حلف شمال الأطلسي بإنها إيعازات تصدر من جهة عسكرية مأذونة ترسم الظروف والحدود التي يسمح فيها للقوات المسلحة بالشروع في الاشتباك أو مواصلته. ولا تعد قواعد الاشتباك تعليمات تعبوية ليسترشد بها ولكنها ترسم الأحراف المؤطرة للاشتباك كتنظيم حمل الأسلحة أو التصدي لهجوم معادي. لذا فإن قواعد الاشتباك يجب أن تعدل بما يؤمن الرد الكافي على طارئ.